# Salve, Oh Patria
Salve, Oh Patria, hymne national de l'Équateur, a été écrit par Juan León Mera, écrivain natif d'Ambato. La musique est d'Antonio Neumane. L'hymne compte au total six couplets, mais généralement, on ne chante que le deuxième. 
Dans toutes les écoles du pays, chaque lundi matin avant de commencer les cours, les élèves entonnent cet hymne.
REFRAIN
¡Salve oh Patria, mil veces! ¡Oh Patria!

¡gloria a ti! Ya tu pecho rebosa 

gozo y paz, y tu frente radiosa 

más que el sol contemplamos lucir. 

COUPLETS
Indignados tus hijos del yugo 

Que te impuso la ibérica audacia, 

De la injusta y horrenda desgracia 

Que pesaba fatal sobre ti, 

Santa voz a los cielos alzaron, 

Voz de noble y sin par juramento, 

De vengarte del monstruo sangriento, 

De romper ese yugo servil.  

Los primeros los hijos del suelo 

Que, soberbio el Pichincha decora 

Te aclamaron por siempre señora 

Y vertieron su sangre por ti. 

Dios miró y aceptó el holocausto, 

Y esa sangre fue germen fecundo 

De otros héroes que, atónito, el mundo 

Vio en tu torno a millares surgir. 

De esos héroes al brazo de hierro 

Nada tuvo invencible la tierra, 

Y del valle a la altísima sierra 

Se escuchaba el fragor de la lid; 

Tras la lid la victoria volaba, 

Libertad tras el triunfo venía, 

Y al león destrozado se oía 

De impotencia y despecho rugir.  

Cedió al fin la fiereza española, 

Y hoy, ¡oh Patria!, tu libre existencia 

Es la noble y magn¡fica herencia 

Que nos dio, el heroísmo feliz; 

De las manos paternas la hubimos, 

Nadie intente arrancárnosla ahora, 

Ni nuestra ira excitar vengadora  

Quiera, necio o audaz, contra sí. 

Nadie, oh Patria, lo intente. Las sombras 

de tus héroes gloriosos nos miran 

Y el valor y el orgullo que inspiran 

Son augurios de triunfos por ti. 

Venga el hierro y el plomo fulmíneo, 

Que a la idea de guerra, y venganza 

Se despierta la heroica pujanza 

Que hizo al fiero español sucumbir. 

Y si nuevas cadenas prepara 

La injusticia de bárbara suerte, 

Gran Pichincha! prevén tú la muerte 

De la patria y sus hijos al fin; 

Hunde al punto en tus hondas extrañas 

Cuanto existe en tu tierra, el tirano 

huelle sólo cenizas y en vano 

busque rastro de ser junto a ti. 